# Lilla Torg, Halmstad
Lilla Torg, tidigare Hästtorget, är ett torg i Halmstads historiska stadskärna.
Norra delen av Lilla Torg ligger på den södra delen av det medeltida franciskanerklostret Sankta Annas kloster. Klostret anlades 1494 och var verksamt till 1531. Troligen kvarstod hela anläggningen till Halmstads stadsbrand 1619. Arkeologiska utgrävningar har utförts 1932 och 2023.
Halmstads fattighus uppfördes i hörnet Köpmansgatan/Bankgatan vid Lilla Torgs sydvästra hörn. Det byggdes i två etapper 1857 och 1879. Huset blev 1903 kontor för brandkåren. Lokalerna har under en period använts av stadens turistinformation.
Vid torget uppfördes stadens första brandstation som granne till Fattighuset. Den ritades av Sven Gratz och hade en envånings fordonshall och ett fyrkantigt fyravånings brandtorn för torkning av slangarna. Lokalerna invigdes 1903 för stadens nyinrättade brandkår och är idag restaurang.
En omdaning av miljön kring Lilla Torg skedde på 1920-talet. Telegrafstationens byggnad uppfördes vid Köpmangatan 1923–1926 på uppdrag av Kungliga Telegrafstyrelsen, ritad av Aron Johansson. Samma år invigdes vid torget också biografen Röda Kvarn vid Bankgatan, byggd efter ritningar av August Svensson. 
Torget har tidigare varit busstation för regionalbussar och länge parkeringsplats, men under 2010-talet har det byggts ett parkeringshus i närheten och torget omvandlats till en bilfri plats.

## Bildgalleri

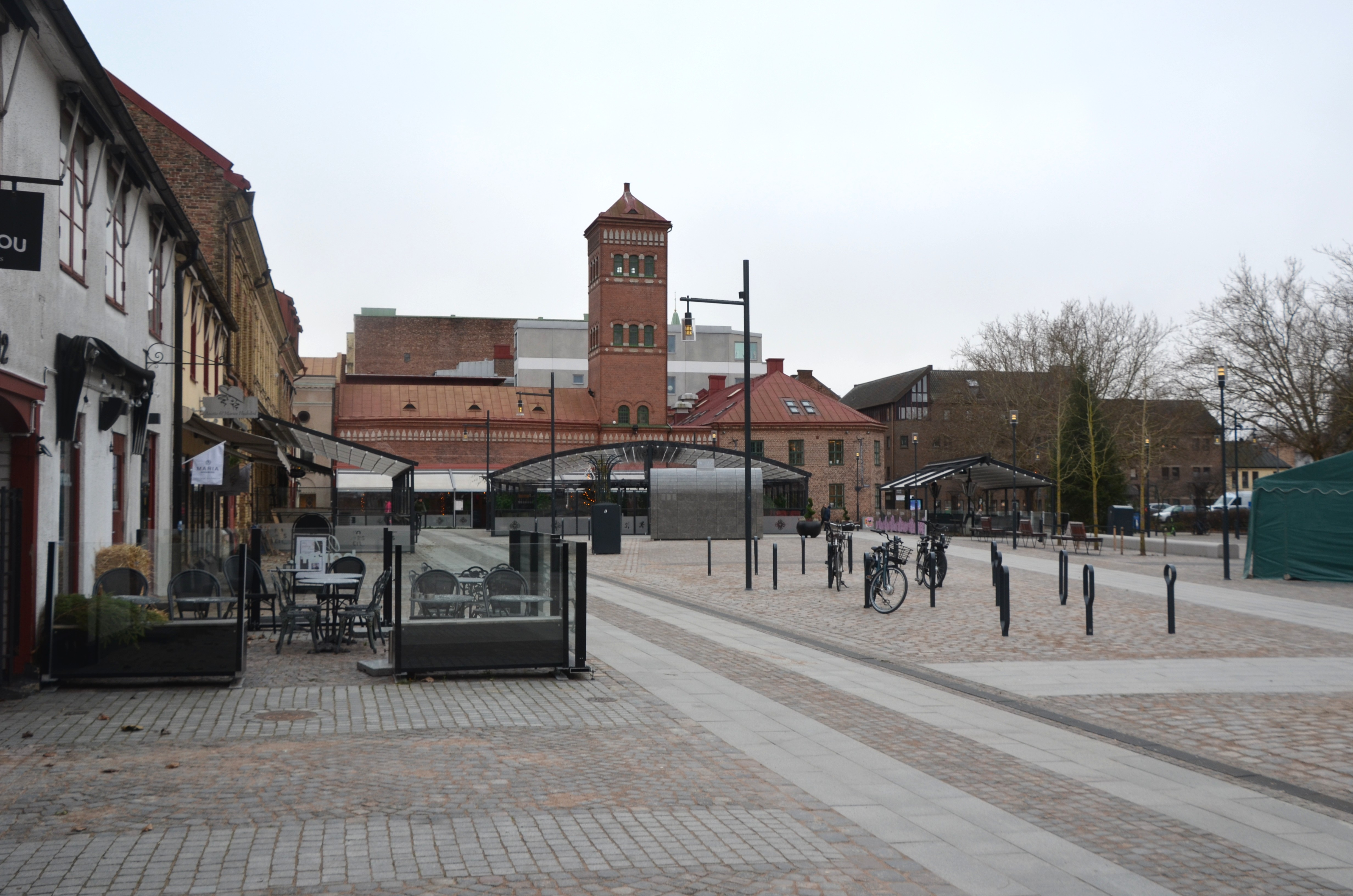
Lilla Torg, 2024
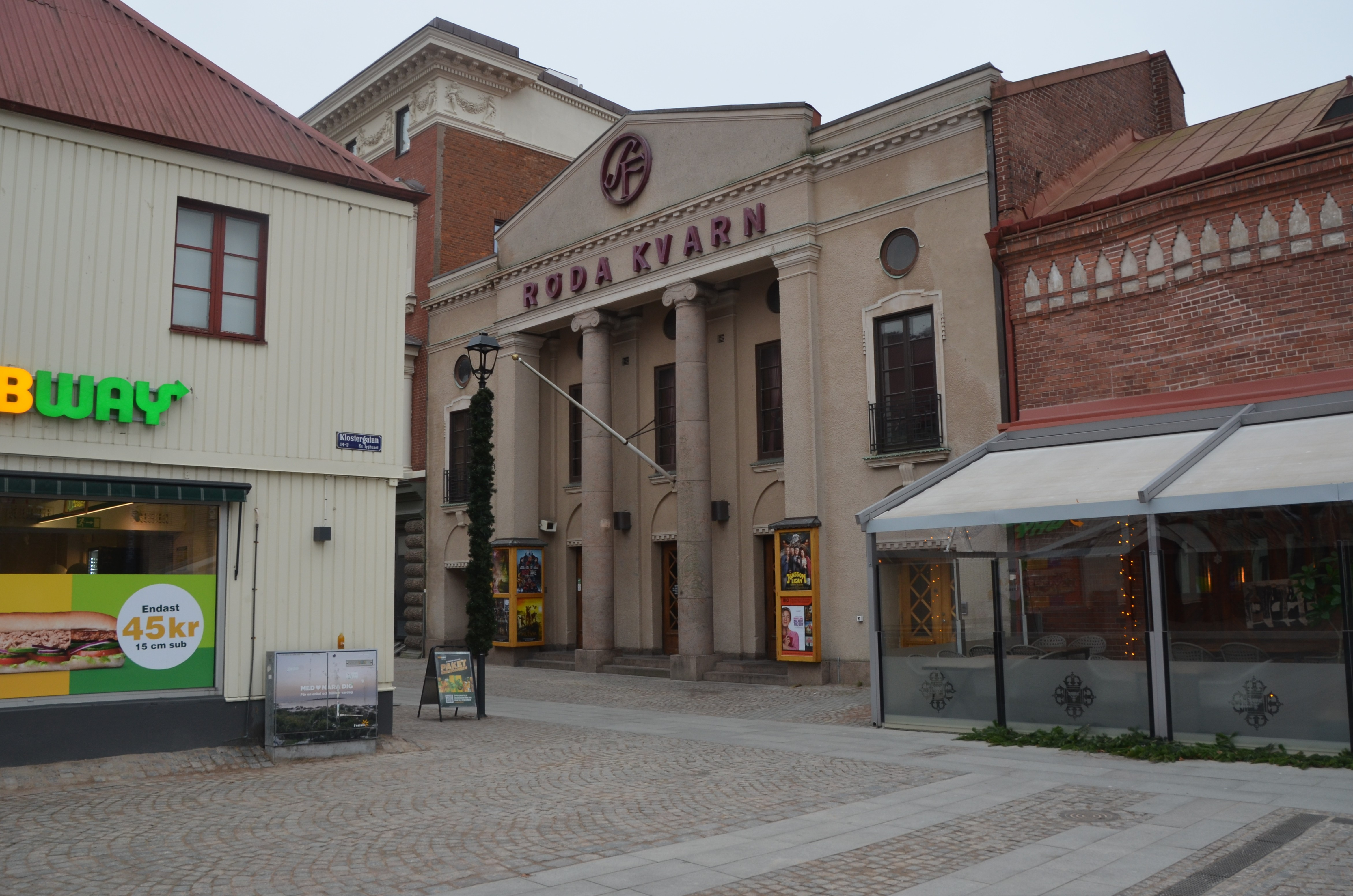
Röda Kvarn
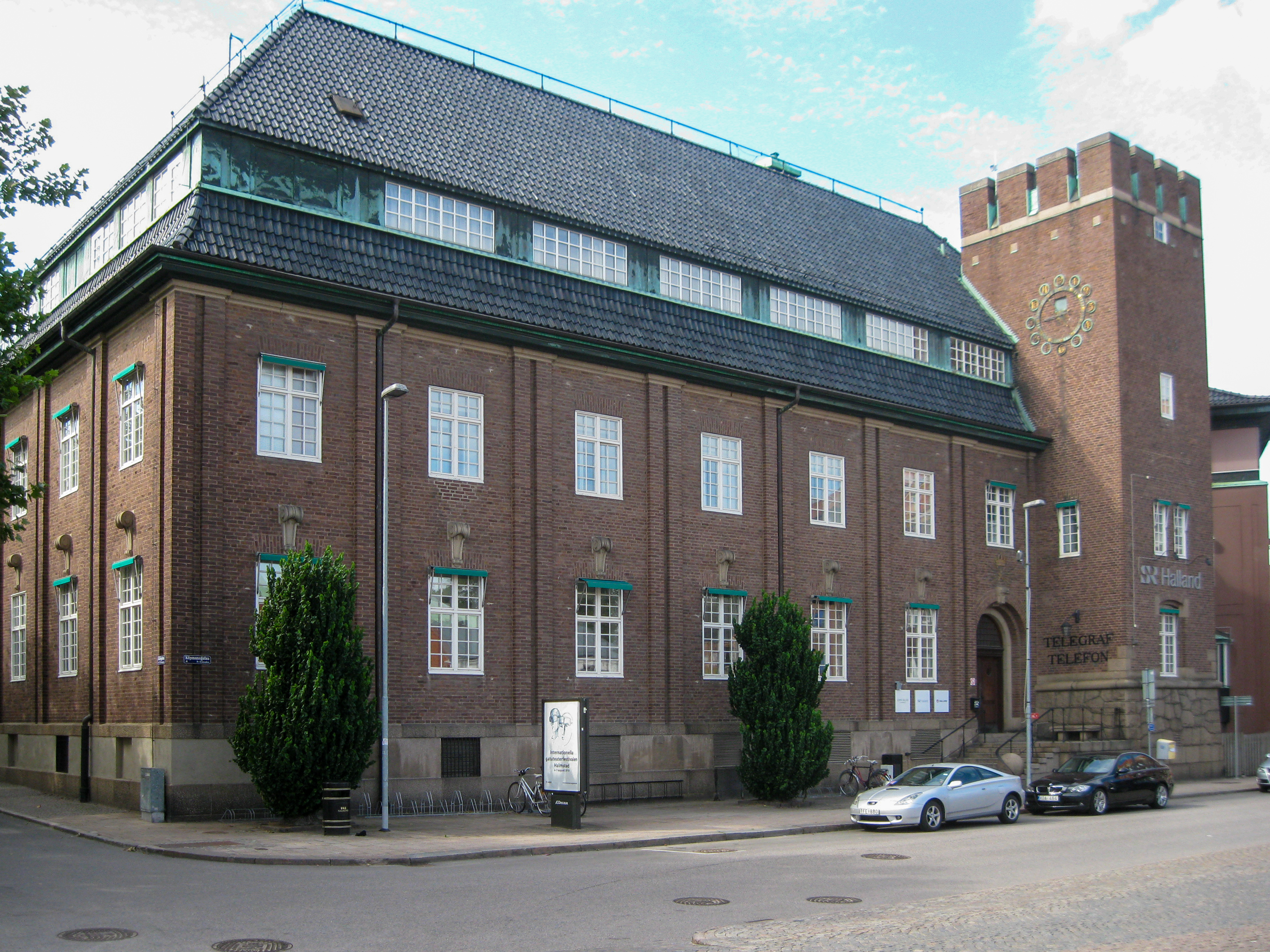
Televerkets hus